# اس. ان. برمن
اس. ان. برمن (انگلیسی: S. N. Behrman؛ ‏ ۹ ژوئن ۱۸۹۳ – ۹ سپتامبر ۱۹۷۳) نمایشنامه‌نویس، فیلم‌نامه‌نویس و نویسنده اهل ایالات متحده آمریکا بود. وی بین سال‌های ۱۹۱۵ تا ۱۹۷۲ میلادی فعالیت می‌کرد.
از فیلم‌هایی که وی در آن‌ها نقش داشته‌است، می‌توان به فنی، من و سرهنگ، کجا می‌روی، دزد دریایی، زن دوچهره، پل واترلو، فتح، داستان دو شهر، آنا کارنینا، ملکه کریستینا و بابا لنگ‌دراز اشاره نمود.